# سالامیس
جزیره سالامیس (به یونانی: Σαλαμίνα) بزرگ‌ترین جزیره یونان واقع در خلیج سارونیک است. این جزیره ۲ کیلومتر از کرانه پیره و ۱۶ کیلومتر از غرب آتن فاصله دارد. شهر اصلی جزیره، سالامینا است که در کرانهٔ رو به غرب خلیج سالامیس قرار گرفته و به خلیج سارونیک رو دارد. بندر اصلی این جزیره پالوکا است که دومین بندر بزرگ یونان پس از پیره به‌شمار می‌رود.

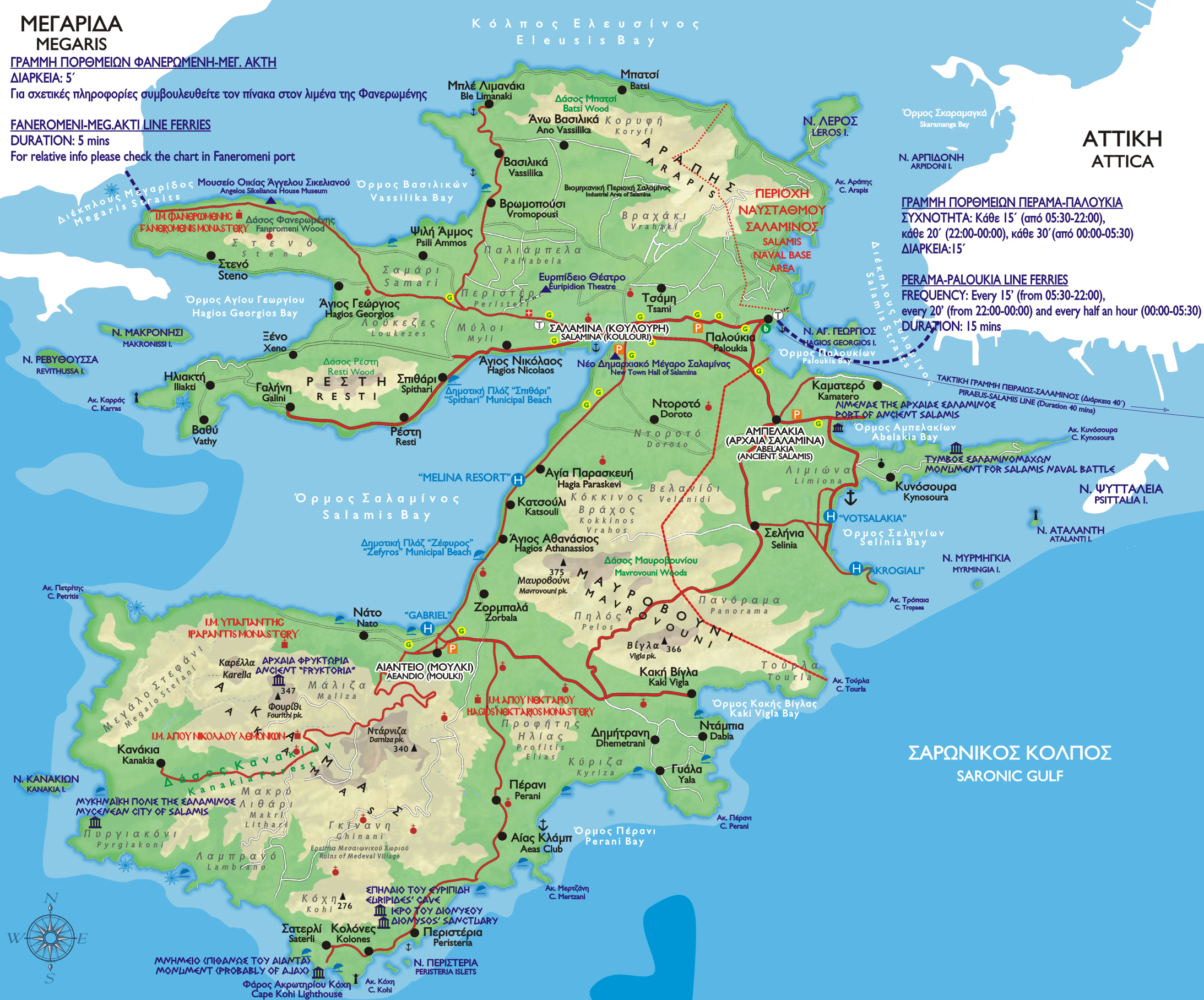
نقشه جزیره سالامیس.

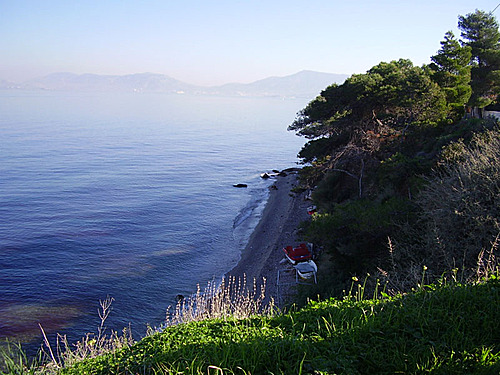
ساحل بتسی.